# Chiesa ortodossa polacca

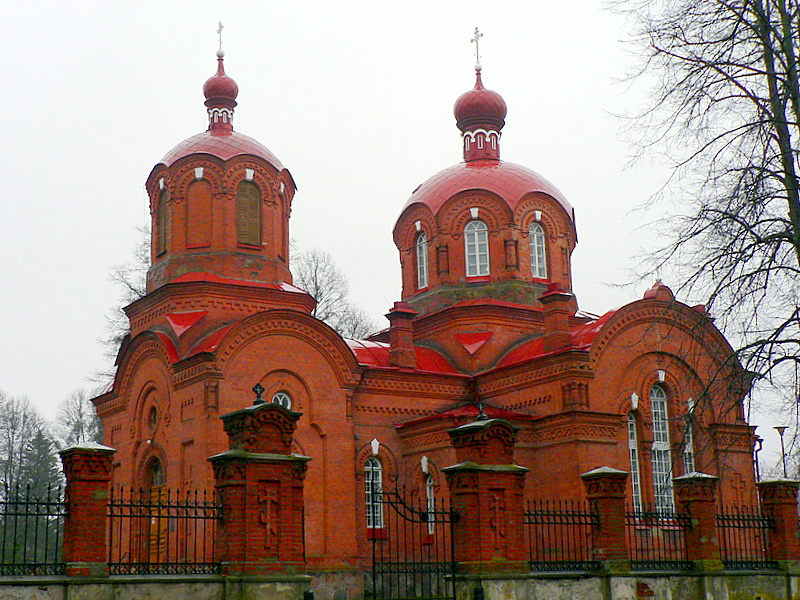
Chiesa ortodossa di Białowieża

La Chiesa ortodossa autocefala polacca (in polacco Polski Autokefaliczny Kościół Prawosławny), comunemente nota come Chiesa ortodossa polacca, è una delle Chiese autocefale ortodosse in piena comunione con Costantinopoli. La Chiesa fu fondata nel 1924, per riunire i cristiani ortodossi di origine polacca, ucraina e bielorussa nella parte orientale del paese, quando la Polonia riconquistò l'indipendenza dopo la prima guerra mondiale.

## Storia
Benché la maggioranza del popolo polacco sia cattolica romana, dei cristiani di rito orientale hanno risieduto nell'area che compone l'attuale Polonia fin dall'epoca delle missioni dei Santi Cirillo e Metodio nel IX secolo.
Nel XIII secolo esistevano due diocesi ortodosse centrate su Chełm e Przemyśl, ma se ne aggiunsero altre dopo l'unione con il granducato di Lituania, che almeno dal Trecento comprendeva la Bielorussia e anche gran parte dell'attuale Ucraina.
Con l'Unione di Brest, nel 1596, quando quattro vescovi ortodossi si pronunciarono per il riconoscimento dell'autorità papale, le diocesi e la grande maggioranza di questi fedeli ortodossi passarono sotto la guida spirituale del Papa di Roma come greco-cattolici (Uniati).  Tuttavia nel 1620 venne consentito agli ortodossi polacchi rimasti una parziale autonomia con il riconoscimento di "nuove" diocesi ortodosse, sebbene a inizio Settecento ne rimanesse una sola.  A coloro che accettarono l'unione con Roma  fu tuttavia permesso di continuare diverse pratiche orientali, inclusa la liturgia in slavo ecclesiastico, il matrimonio per i preti, e l'Eucaristia sotto entrambe le specie. La lealtà dei fedeli è variamente passata nel tempo tra ortodossia e unia, e la tolleranza tra i regimi e il popolo si è modificata al cambiare dei confini. 
Nell'Ottocento si formarono nuove comunità ortodosse, dopo che la Corona del Regno di Polonia (Polonia del Congresso) passò agli Imperatori russi nel 1815.
La fondazione dell'attuale Chiesa avvenne dopo che il Trattato di Riga ebbe lasciato una grossa parte del territorio precedentemente sotto l'Impero russo, come parte della Seconda Repubblica di Polonia. L'ortodossia era molto diffusa nelle regioni occidentali della in Bielorussia e nella Volinia ucraina. La perdita di collegamento ecclesiastico dovuta alla persecuzione della Chiesa russo-ortodossa in Unione Sovietica, lasciò il clero regionale in un momento di crisi, e nel 1924, il Patriarcato Ecumenico cominciò a creare diverse chiese autonome nei territori dei nuovi stati che erano formalmente parte (interamente o parzialmente) dell'Impero Russo (Finlandia, Stati Baltici e Polonia).
Durante il periodo interbellico, tuttavia, le autorità polacche imposero severe restrizioni alla Chiesa e al suo clero. L'esempio più famoso fu la distruzione della Cattedrale di Alexander Nevskij a Varsavia. In Volinia 190 chiese ortodosse furono distrutte e altre 150 furono convertite al Cattolicesimo.
Dopo la Seconda guerra mondiale gran parte dei territori etnicamente ucraini e bielorussi furono annessi all'Unione Sovietica, e con essi l'80% delle parrocchie e dei credenti della Chiesa ortodossa polacca, i quali furono riuniti al recentemente ristabilito Patriarcato di Mosca. Le rimanenti parrocchie che si trovavano ora sul territorio della Repubblica popolare polacca rimasero sotto la Chiesa ortodossa polacca, comprese la maggior parte di quelle sui territori orientali di etnia mista come nei dintorni di Chełm e Białystok. Nel 1948, dietro pressione della Chiesa russo-ortodossa, il Patriarcato Ecumenico riconobbe l'autocefalia della Chiesa ortodossa polacca.

La Cattedrale di Sant'Alexander Nevskij a Łódź

Il Santo Sinodo ha tradotto e pubblicato le liturgie di San Giovanni Crisostomo e di San Basilio, così come la Liturgia dei Presantificati di San Gregorio Magno.
Nel 2002 in seguito alla decisione del Santo Sobor dei Vescovi della Chiesa ortodossa autocefala polacca furono canonizzati i Nuovi Martiri di Chełm e Podlasie che subirono la persecuzione durante il quarto decennio del XX secolo.

## Organizzazione e Distribuzione geografica
La Chiesa è divisa in sei diocesi in Polonia: 
- Eparchia di Varsavia e Bielsk
- Eparchia di Białystok e Danzica
- Eparchia di Łódź e Poznań
- Eparchia di Breslavia e Stettino
- Eparchia di Lublino e Chełm
- Eparchia di Przemyśl e Gorlice

Ad esse vanno aggiunti:
- Eparchia di Rio de Janeiro e Olinda-Recife
- Ordinariato militare ortodosso polacco.

Gran parte dei fedeli sono ancora concentrati nelle regioni orientali di confine (dove si usa la lingua slava ecclesiastica nella liturgia) con considerevoli minoranze bielorusse e ucraine. In totale ha circa 275.000 aderenti. La Chiesa è guidata dal Metropolita di Varsavia Sawwa.
Negli ultimi decenni fedeli ortodossi sono tornati nella regione di Lemko, che è parte dell'Eparchia di Przemyśl e Gorlice. In quest'area la lingua liturgica è generalmente lo slavo ecclesiastico.

## Gerarchia
- Saba, Metropolita di Varsavia e di tutta la Polonia
- Simon, Arcivescovo di Łódź e Poznań
- Adam, Arcivescovo di Przemyśl e Nowy Sącz
- Jeremiash, Arcivescovo di Breslavia e Stettino
- Abel, Arcivescovo di Lublino e Chełm
- Miron, Vescovo di Hajnowka e ausiliario per l'esercito polacco
- Jakub, Vescovo di Białystok e Danzica
- Gregory, Vescovo di Bielsk Podlaski
- George, Vescovo di Siemiatycze
- Paisios, Vescovo di Piotrkow